# قناری زرد
قناری زرد (نام علمی: Serinus flaviventris) نام یک گونه از سرده سهره دمگاه‌زرد است.